# Bertulf von Brügge
Bertulf von Brügge (lateinisch Bertulphus; † nach 1127) war Kanzler der Grafen von Flandern und Propst in Brügge.

## Leben
Er wurde 1101 erstmals als Propst des Kollegiatstifts St. Donatian in Brügge erwähnt. Damit war er gleichzeitig auch Kanzler und Erzkaplan des Grafen von Flandern. 1108 wurde Bertulf als einer der Adressaten eines angeblichen Aufrufs des Magdeburger Erzbischofs (Magdeburger Aufruf 1108) gegen die Slawen genannt. Bertulf wurde in einer späteren Chronik als sehr reich, hochfahrend und ränkesüchtig beschrieben. 1127 soll er von der geplanten Ermordung des Grafen Karl von Flandern gewusst haben.